# Erythrina latissima
Erythrina latissima är en ärtväxtart som beskrevs av Ernst Meyer. Erythrina latissima ingår i släktet Erythrina och familjen ärtväxter. Inga underarter finns listade i Catalogue of Life.

## Bildgalleri

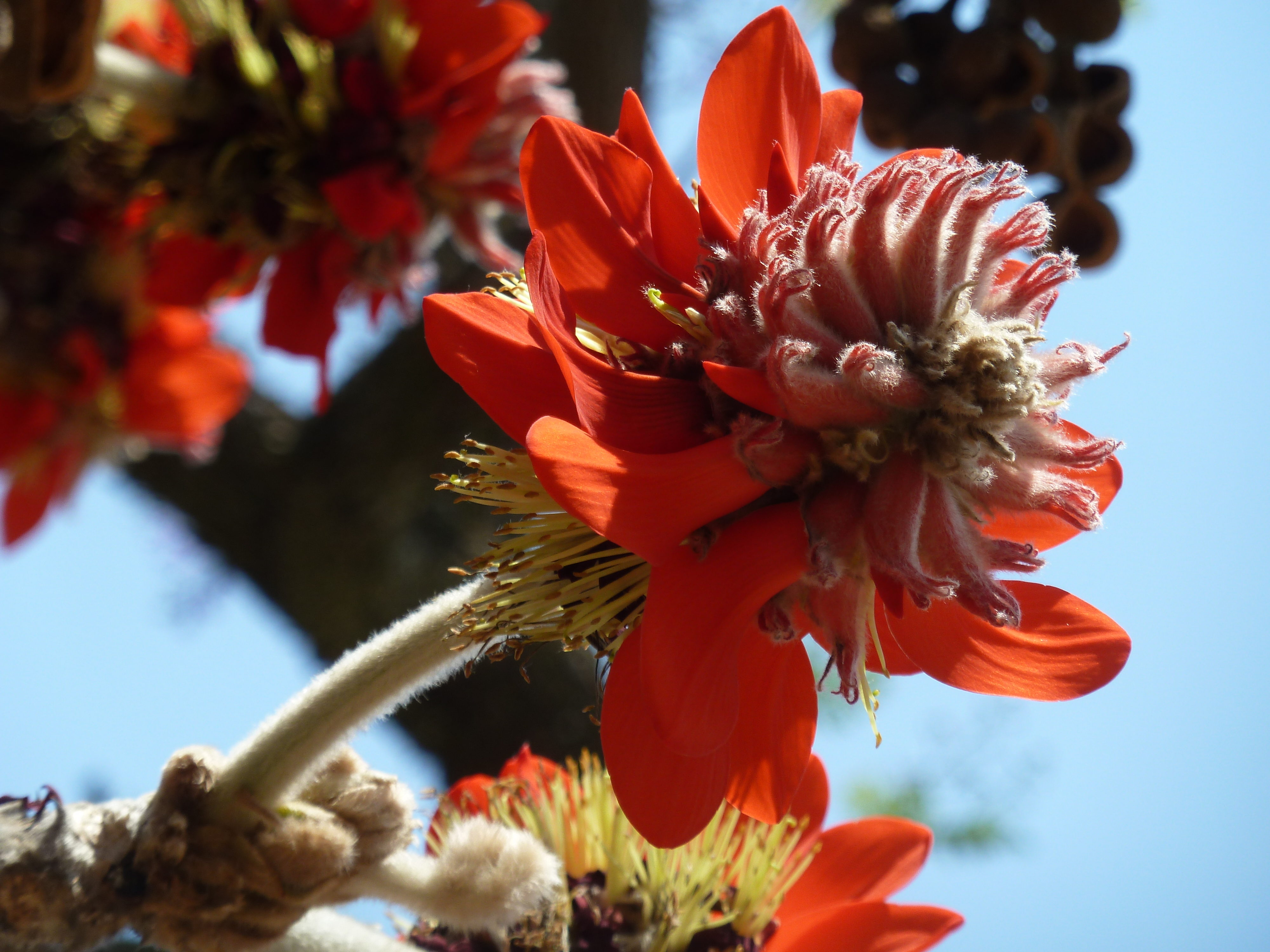
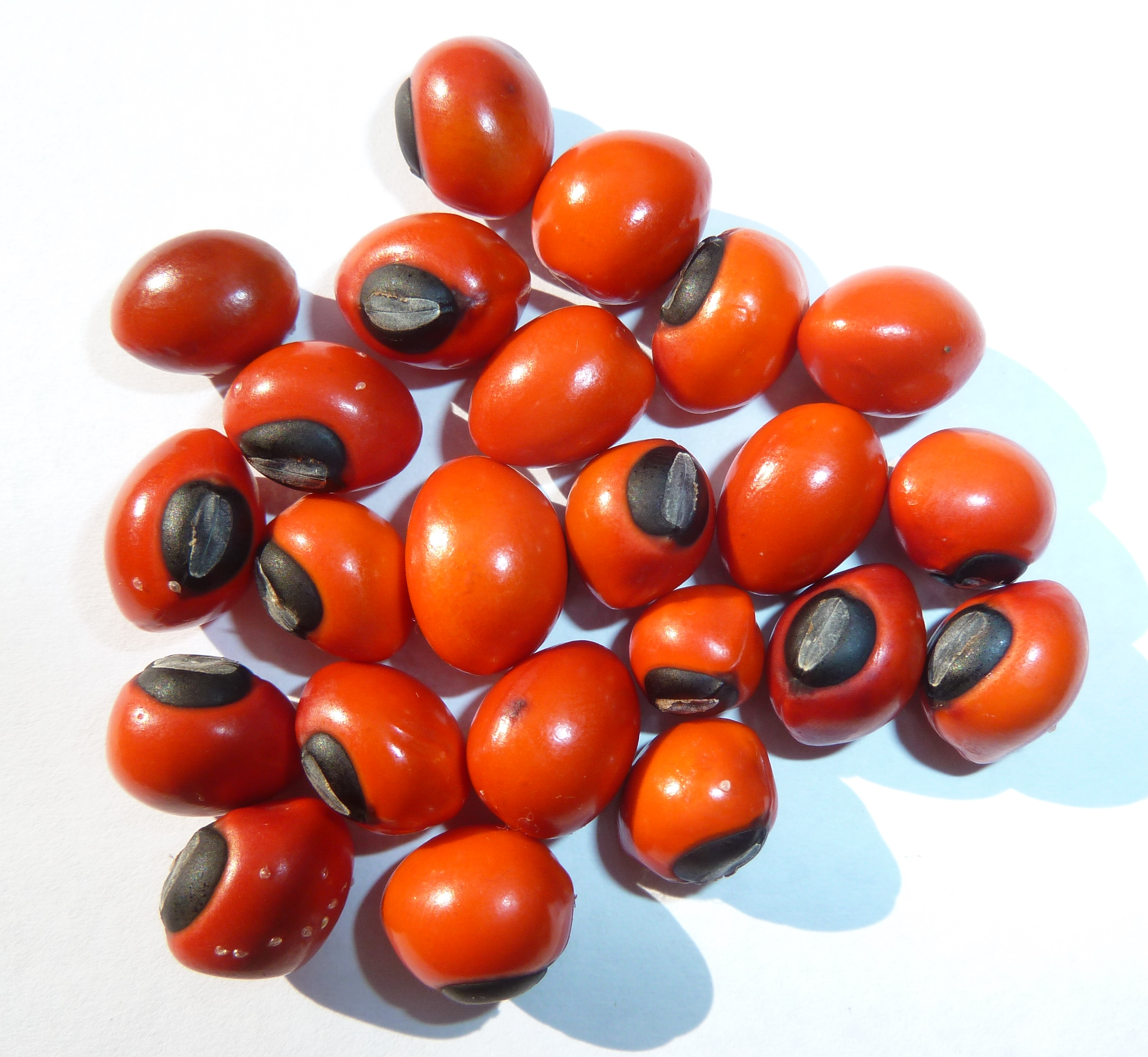
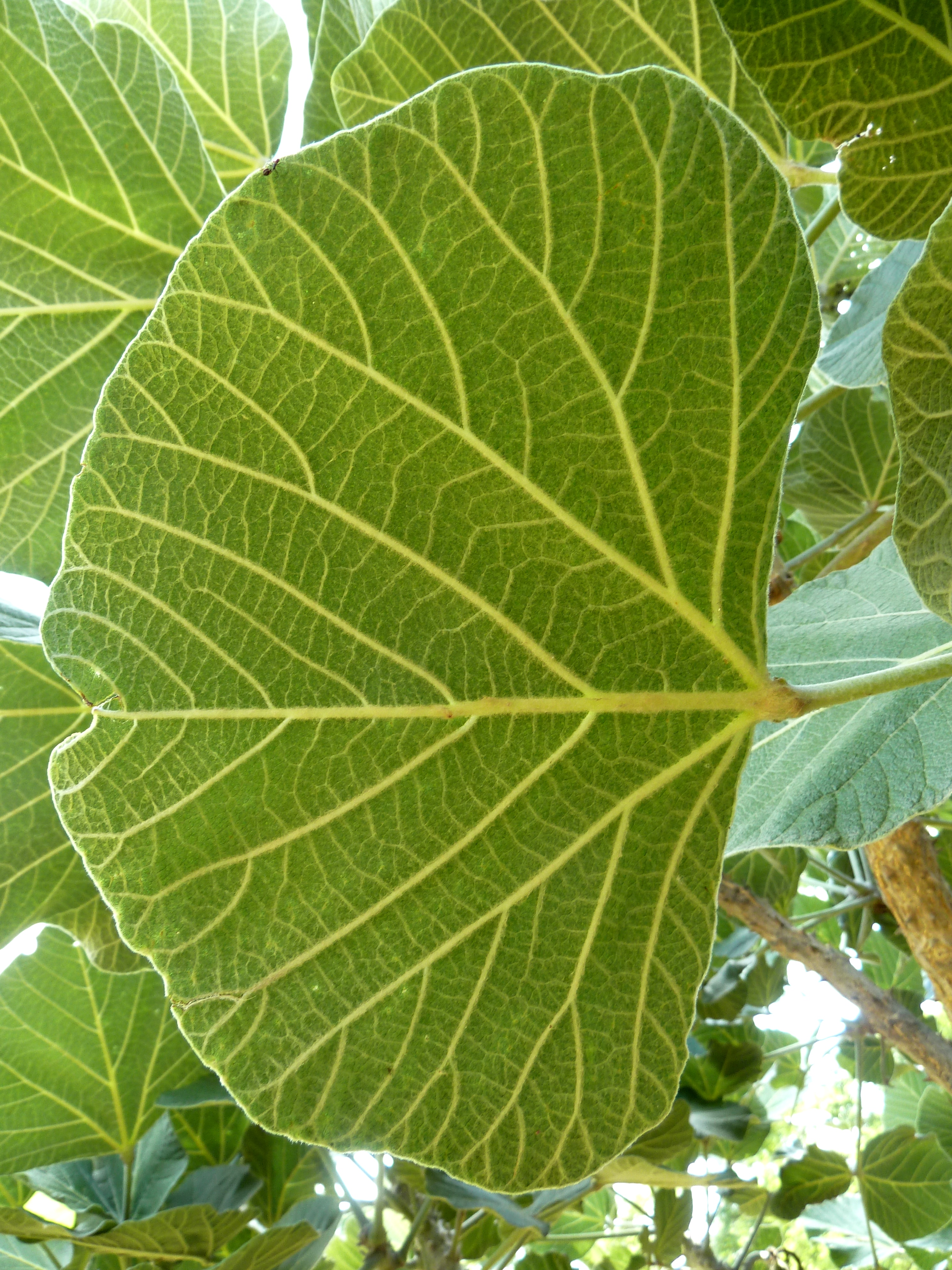
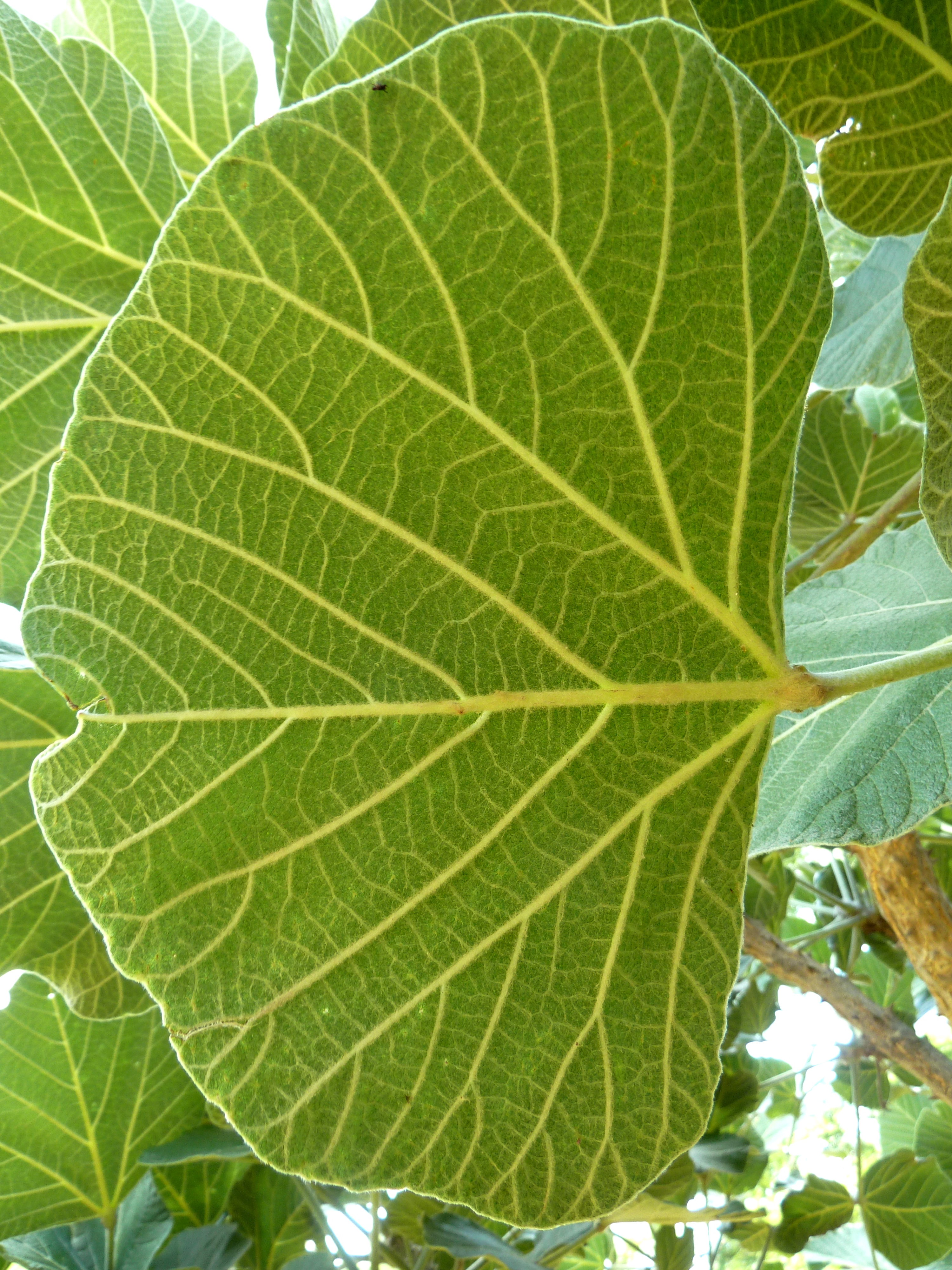
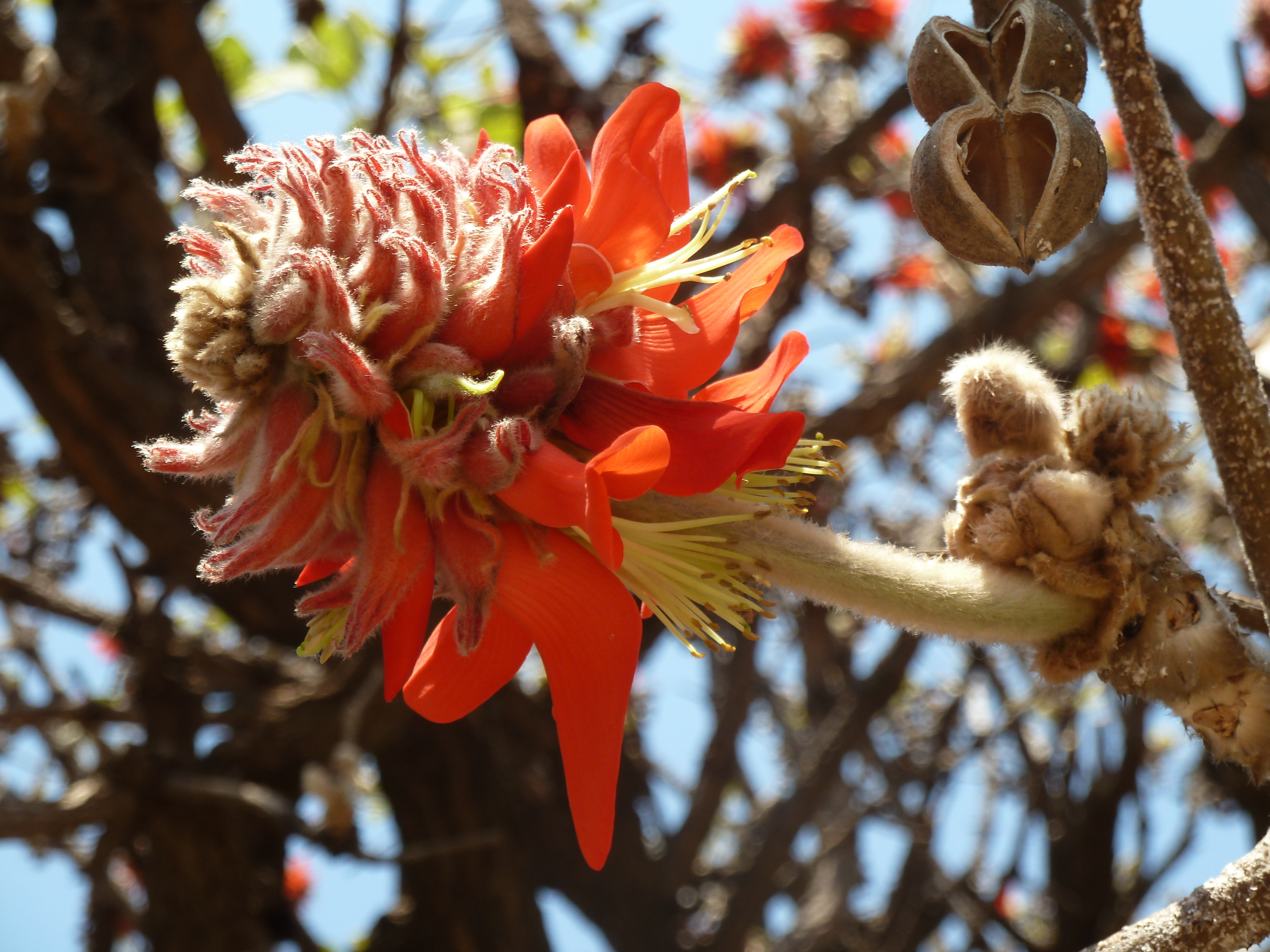
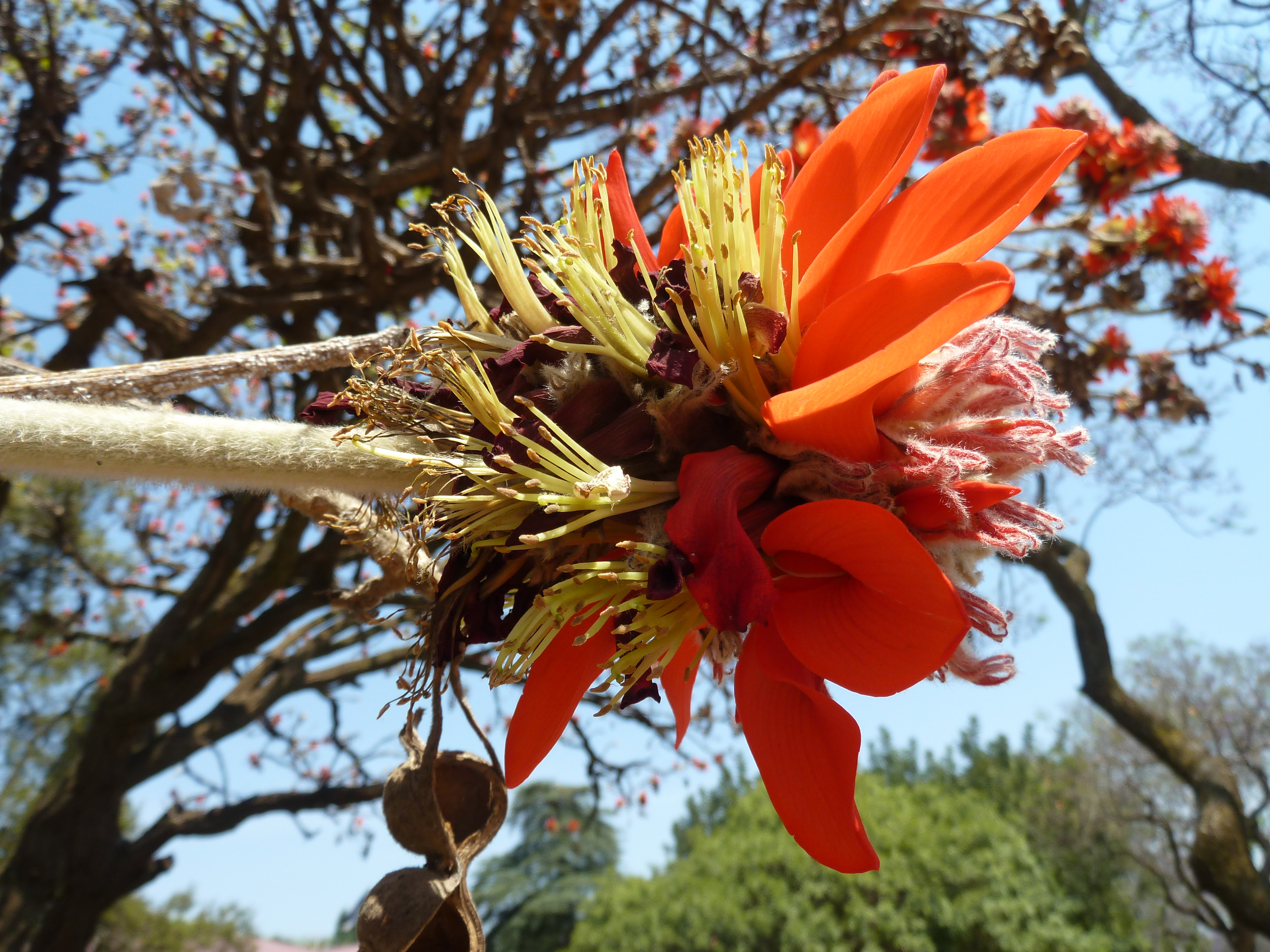